# Grane (Drôme)
Grane es una comuna francesa situada en el departamento de Drôme, en la región Auvernia-Ródano-Alpes.

## Demografía
| 1161 | 1125 | 1011 | 1183 | 1384 | 1567 | 1943 |
| Para los censos de 1962 a 1999 la población legal corresponde a la población sin duplicidades (Fuente: INSEE [Consultar]) |      |      |      |      |      |      |